# Funció injectiva

Exemple de funció injectiva.

Exemple de funció no injectiva, l'element C de la imatge té dues antiimatges (3 i 4).

En matemàtiques es diu que una funció és injectiva quan cada imatge de la funció (cada element del conjunt recorregut) es correspon a una antiimatge diferent del conjunt de sortida (el domini). És a dir, quan no existeix cap imatge que tingui associada més d'una antiimatge del domini. De forma gràfica, en el cas de funcions reals d'una sola variable, s'acostuma a dir que una funció és injectiva quan la seva gràfica no es talla en més d'un punt per qualsevol recta paral·lela a l'eix X.
Aquelles funcions injectives que també són suprajectives s'anomenen bijeccions.

## Definició formal
Sigui f : X → Y una aplicació, es diu que f és injectiva si i només si per a qualsevol {\displaystyle a,b\in X}, si {\displaystyle a\neq b} aleshores {\displaystyle f(a)\neq f(b)} o, cosa que és el mateix, si el fet que {\displaystyle f(a)=f(b)} implica que necessàriament {\displaystyle a=b}.

## Funcions invertibles
També es poden definir les funcions injectives com aquelles funcions per a les quals es poden desfer els canvis que provoquen. Així doncs, si f : X → Y és una aplicació injectiva aleshores existeix una altra funció g : Y → X tal que {\displaystyle g(f(x))=x} per a tot valor x del conjunt X, és a dir que la funció composició g∘f és igual a la funció identitat del conjunt X.
Tingueu en compte que aquesta funció g pot no ser la funció inversa completa de f, perquè la composició en el sentit contrari f∘g pot no ser la identitat de Y.
En realitat, però, convertir una funció f : X → Y injectiva en una de bijectiva i, per tant, invertible és tan senzill com substituir el seu conjunt d'arribada Y pel seu vertader recorregut I=f(X). És a dir, sigui fb: X → I tal que per a tot x del domini X es compleixi que fb(x)=f(x), tindrem que la funció fb és bijectiva.